# (6437) Stroganov
(6437) Stroganov (1987 QS7) – planetoida z pasa głównego asteroid okrążająca Słońce w ciągu 4 lat i 343 dni w średniej odległości 2,9 j.a. Została odkryta 28 sierpnia 1987 roku.